# Publius Vitellius
Publius Vitellius (fl. -10), grand-père de l'empereur Vitellius, est un chevalier, procurateur de l'Empire romain à l'époque d'Auguste.

## Biographie
Membre de la gens Vitellia, il est né à Luceria Apulorum, fils de Quintus Vitellius, ancien questeur sous Auguste. Sa sœur Vitellia épouse Aulus Plautius, consul suffectus en 1 av. J.-C.

## Famille
Pubilus Vitellius a eu quatre fils: 
- Lucius, le père de l'empereur Vitellius, militaire avec une carrière distinguée et consul en 34 apr. J.-C.
- Publius Vitellius (en), également soldat distingué faisant partie de l'état-major de Germanicus. Il est arrêté à la suite de la capture de Séjan et meurt en détention.
- Aulus, consul suffectus en 32. Il meurt en fonctions.
- Quintus, sénateur privé de son rang par l'empereur.